# 렉터궁

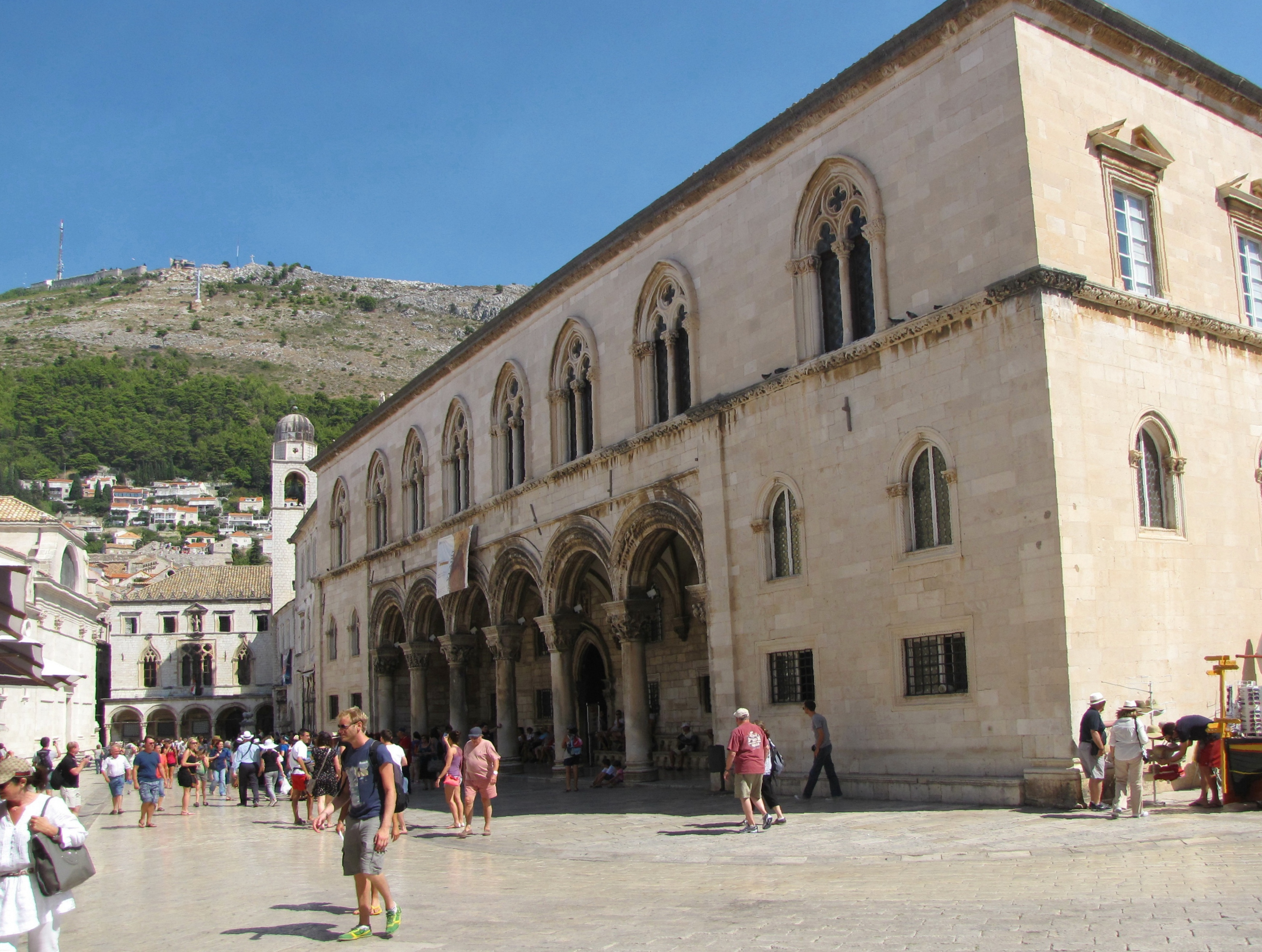
렉터궁

렉터궁(크로아티아어: Knežev dvor)은 크로아티아 두브로브니크에 있는 궁전으로, 14세기부터 1808년까지 라구사 공화국의 총독 저로 사용되었다.